# 戸田虎雄
戸田 虎雄（とだ とらお、1878年8月20日 - 1946年3月6日）は、日本の政治家。衆議院議員（1期）。

## 経歴
山形県出身。1896年、山形県立興譲館中学校、1898年、山形県工業学校別科卒。米沢市議、同議長となる。米沢商栄銀行取締役頭取、山形電気(株)、両羽銀行、東北送電各(株)取締役、米沢織物信用組合長、山形県信用組合連合会会長、米沢信用組合理事長、産業組合中央金庫評議員を歴任する。
1932年の第18回衆議院議員総選挙において山形1区(当時)から立憲政友会公認で立候補して当選した。1936年の第19回衆議院議員総選挙で落選した。